# Scorzonera gorovanica
Scorzonera gorovanica là một loài thực vật có hoa trong họ Cúc. Loài này được Nazarova miêu tả khoa học đầu tiên năm 1988.